# Mézières-sur-Couesnon

Mézières-sur-Couesnon este o comună în departamentul Ille-et-Vilaine, Franța. În 1 ianuarie 2022 avea o populație de 1.735 de locuitori.